# Nervure (feuille)

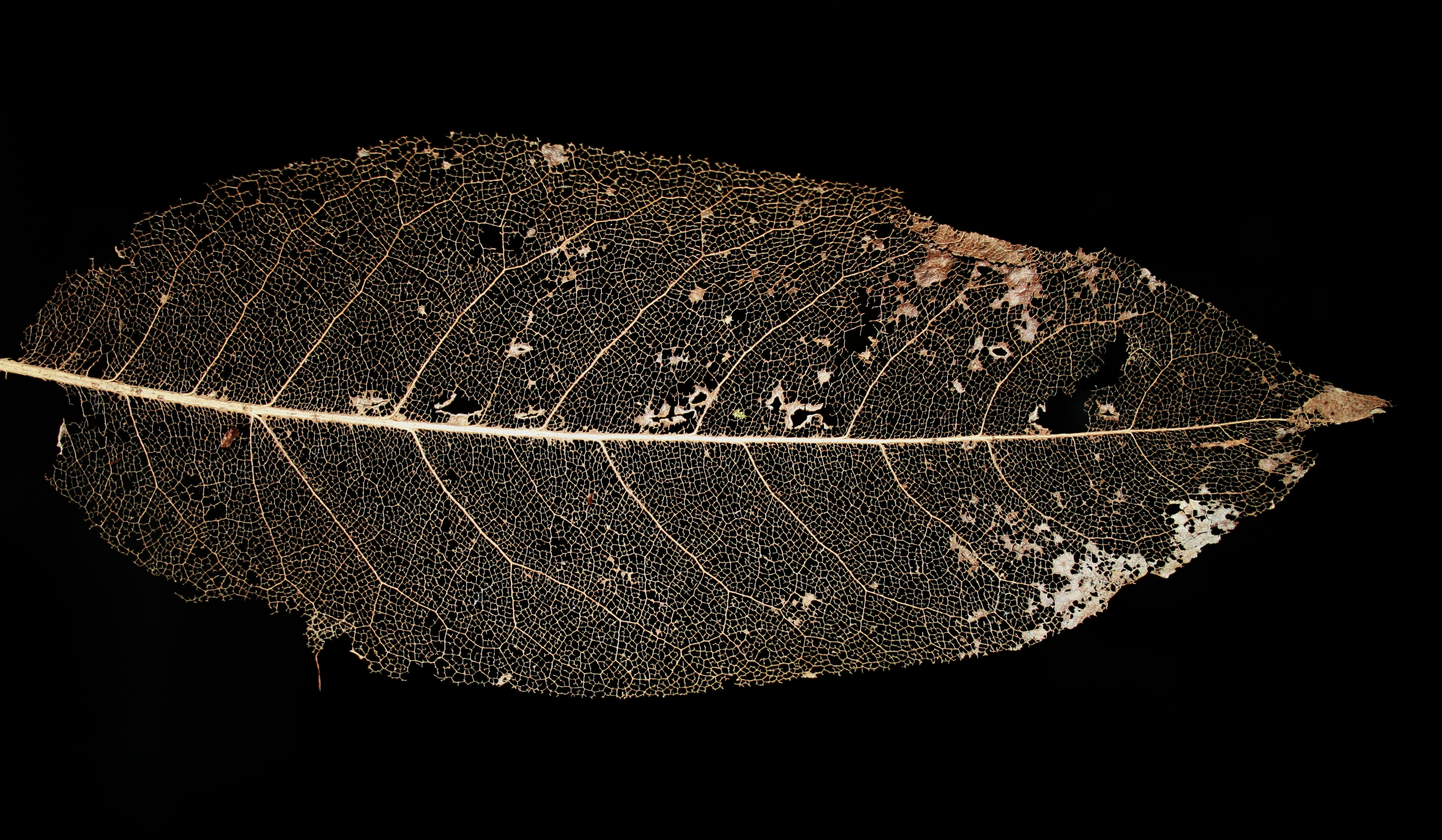
Squelette d'une feuille de la famille des Magnoliaceae montrant ses fines nervures, à la suite de sa décomposition par les détritivores et la pourriture blanche de la litière.

Les nervures d'une feuille sont des pièces foliaires correspondant aux prolongements du pétiole dans le limbe foliaire. Elles sont aussi le prolongement du pédoncule des éléments foliacés (sépale, pétale, bractée). L'ensemble des nervures d'une feuille est la nervuration. Celle-ci fait partie des critères de diagnose.

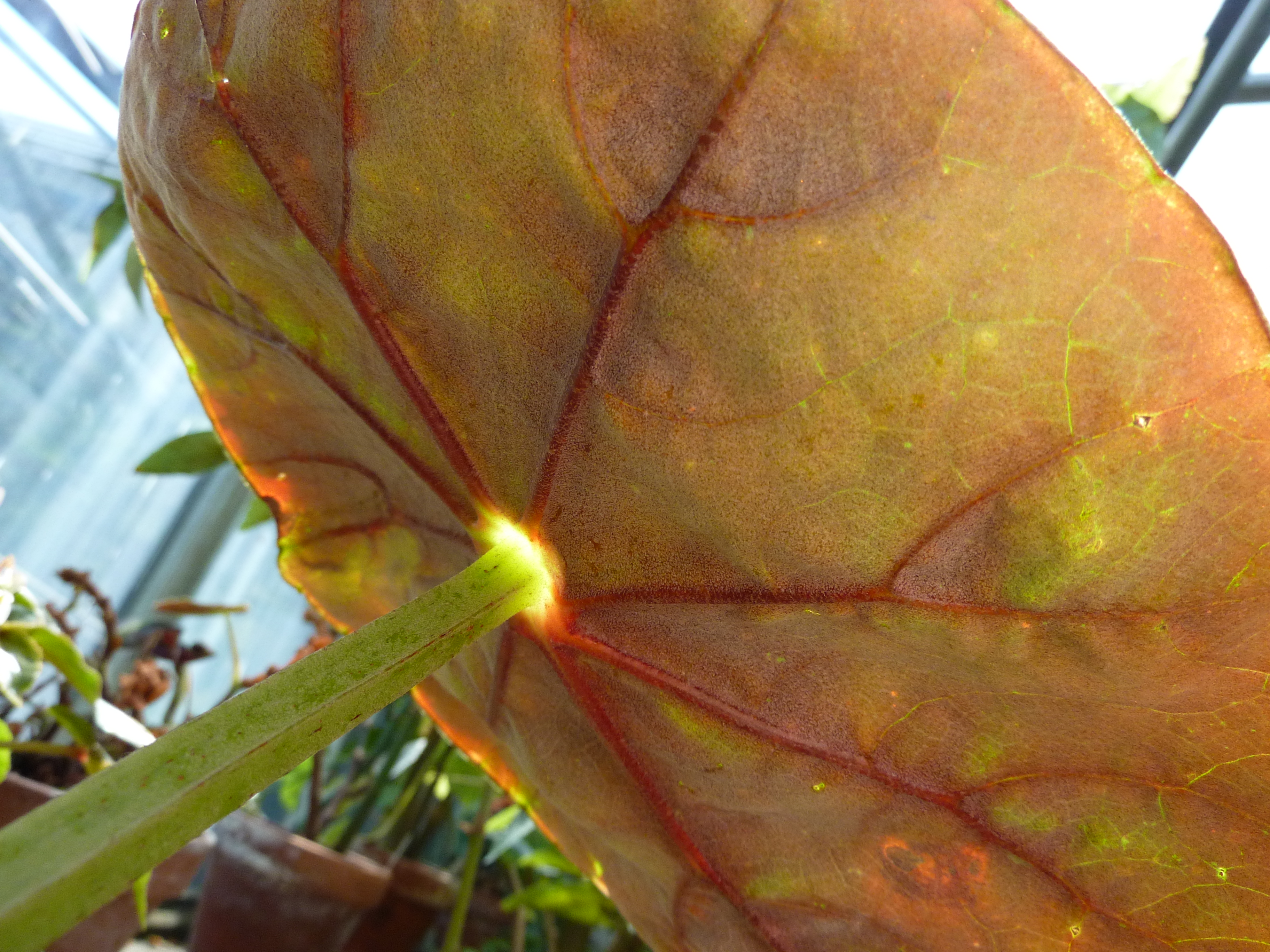
Les nervures permettent de faire circuler la sève (ici Begonia santos-limae).

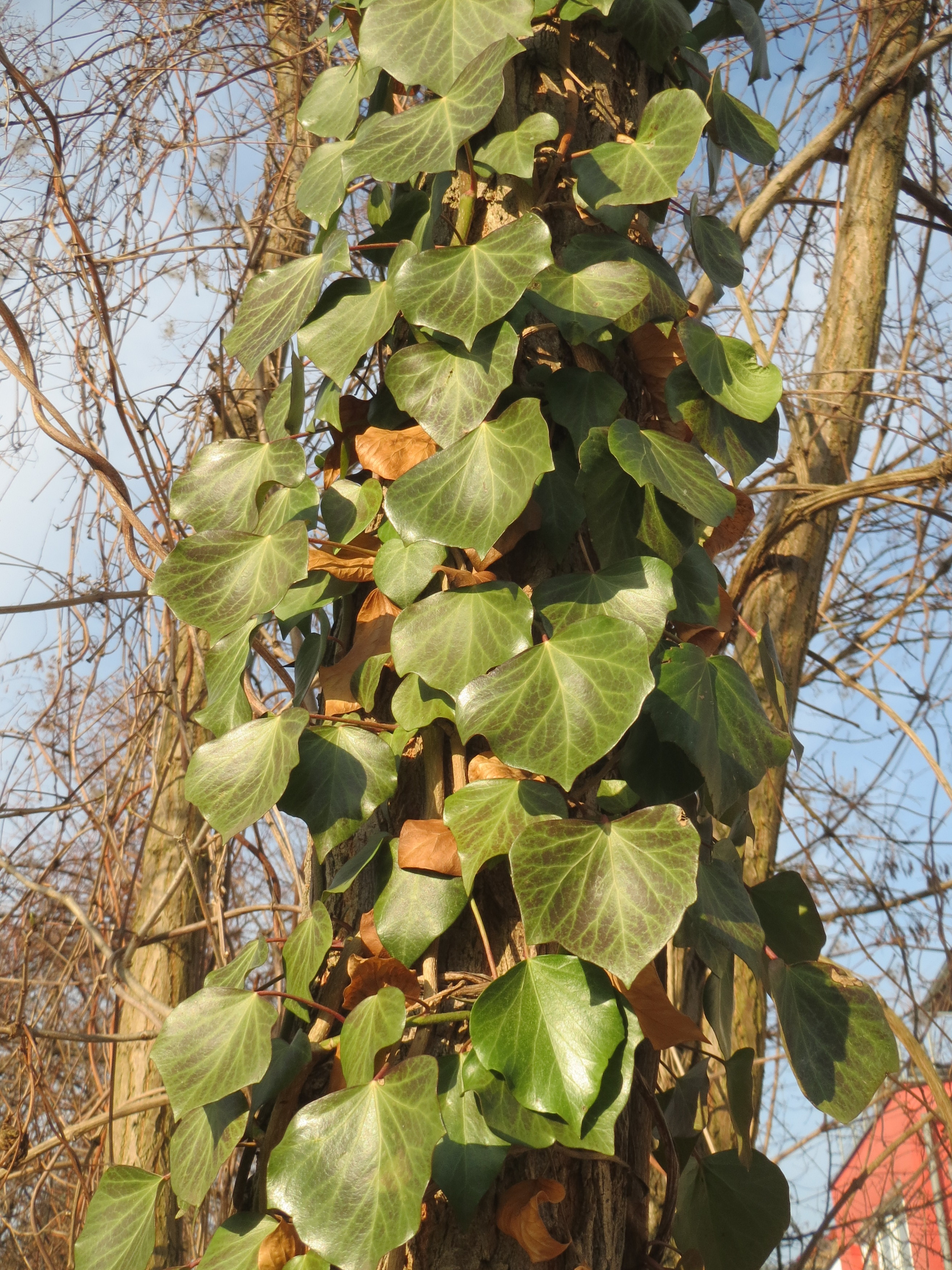
Les ornements des nervures du lierre sont un signal « honnête » et aposématique, avertissant les herbivores de la toxicité de la plante.

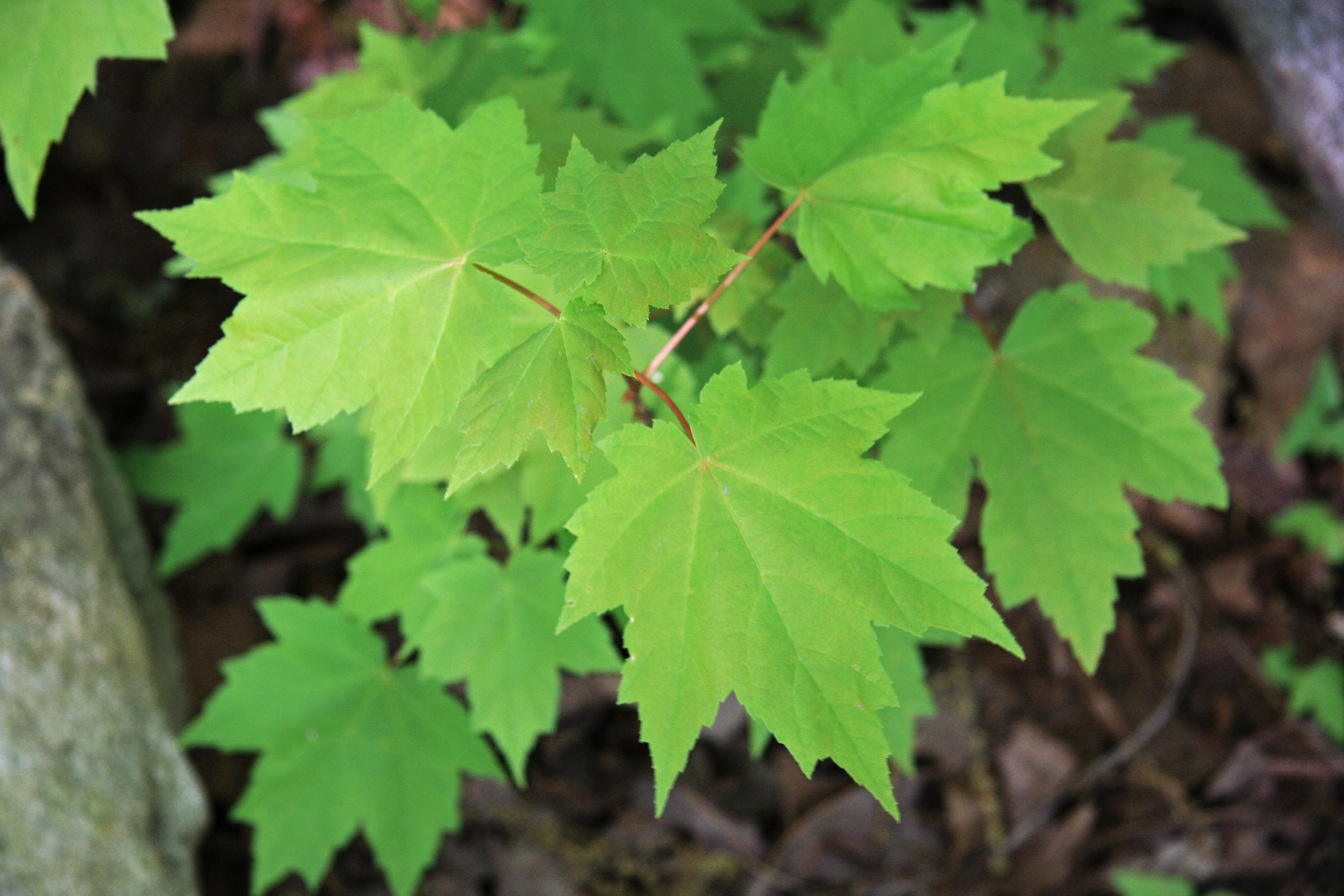
Elles servent aussi de défense contre les herbivores en réduisant leur camouflage (ici les nervures pourpres d'un érable qui permettent aux oiseaux prédateurs d'insectes herbivores verts de mieux les repérer ou de reconnaître plus facilement les dommages causés par ces herbivores).

## Fonction

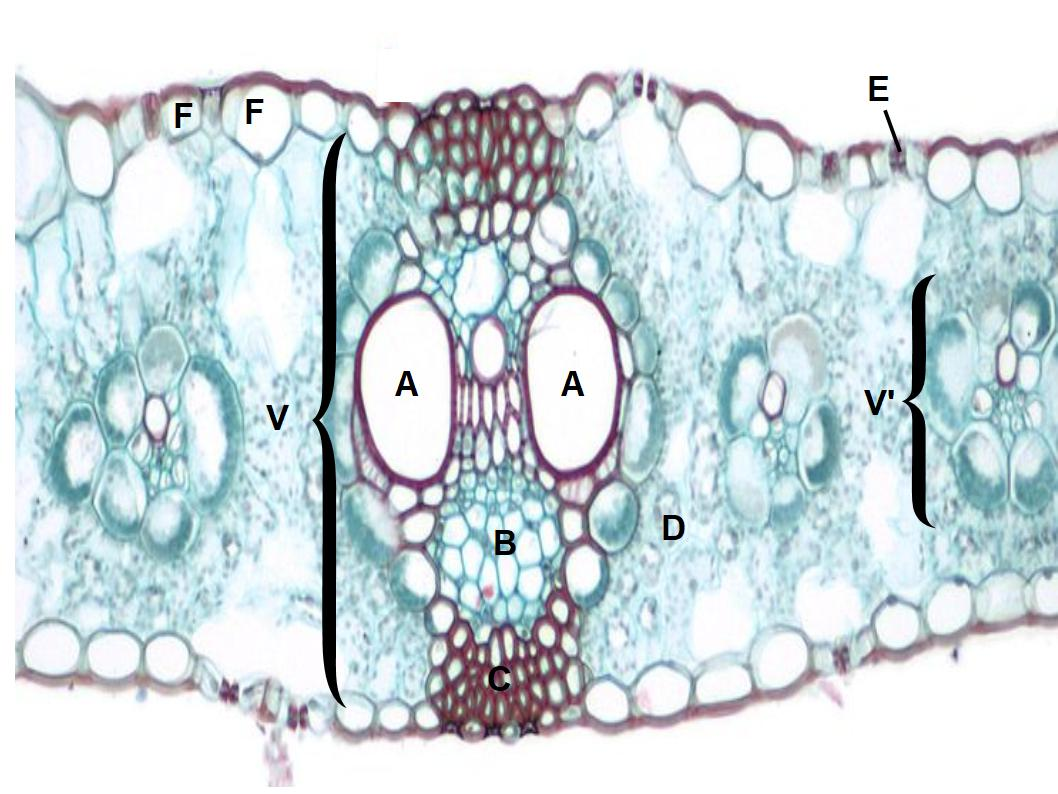
Photomicrographie d'une coupe transversale de feuille de Maïs montrant la nervure médiane V et des nervures secondaires V' : A-Xylème, B-Phloème, C-Tissu de soutien, D-Mésophylle, E-Stomate, F-Cellules de l'épiderme. Le faisceau cribro-vasculaire est formé de xylème A et de phloème B.

C'est au niveau des nervures, se détachant par leur relief bombé du reste du limbe, que se situe l'essentiel des tissus conducteurs de sève, organisés en faisceaux : le xylème qui apporte la sève brute (l'eau et les minéraux) des racines jusqu'aux feuilles et le phloème qui déplace la sève élaborée, contenant du glucose produit lors de la photosynthèse, hors de la feuille. Les nervures principales du mésophylle constituées de faisceaux vasculaires servent au transport de l'eau et de la sève dans ou hors de la feuille alors que les secondes servent à la collecte et la diffusion de ces liquides dans la feuille même, au niveau cellulaire à mesure que la ramification devient plus fine. Les nervures assurent ainsi l'approvisionnement et l'évacuation des métabolites.
L'histoire évolutive des Trachéophytes est marquée par une augmentation de la densité des nervures, optimisant cet approvisionnement et cette évacuation.

## Les différents types de nervures
On distingue la nervure principale (appelée aussi nervure médiane ou côte lorsqu'elle est rendue très saillante par les tissus fondamentaux qui lui sont associés) et les nervures secondaires (ou nervilles) partant de la première. Peuvent être visibles des nervures tertiaires, quaternaires...
Au XIXe siècle, les botanistes donnaient différents noms aux nervures selon leur épaisseur : épaisses et saillantes, elles sont appelées nervures (en latin nervi), moins épaisses on les nomme veines (en latin venae), les plus petites qui s'anastomosent fréquemment se nomment veinules (en latin venulae). Aujourd'hui, on continue à dénommer à tort veines toutes les nervures des feuilles, la veine désignant un vaisseau sanguin.

## Les différents types de nervations
La disposition des nervures (ou nervation) varie selon les espèces ou les familles (élément de diagnose, notamment en paléobotanique). La nervation a été étudiée et classifiée pour la première fois par Augustin Pyrame de Candolle en 1805 dans Principes de Botanique.
On peut distinguer quatre grands types de nervation :
- les feuilles à nervation réticulée (feuilles rétinervées typiques des dicotylédones) :
  - nervation pennée (penninerve ou penninervée), dans laquelle une nervure principale, prolongeant le pétiole, partage le limbe en deux parties sensiblement identiques selon l'axe de symétrie et à partir de laquelle les nervures secondaires se détachent selon une disposition alterne ou opposée.
  - nervation palmée ou digitée (palmatinerve ou palmatinervée, digitinerve ou digitinervée) où plusieurs nervures, en nombre impair, se détachent du pétiole au point de contact avec le limbe (exemple : 5 nervures pour la feuille de vigne, 5, 7 ou 9 pour les Malva).
  - nervation réticulée sricto sensu, nervation intermédiaire entre la nervation pennée et palmée, ramification bien visible de nervures tertiaires, quaternaires...
- les feuilles à nervation parallèle ou rectinerve (parallélinerve ou parallélinervée), dont les nervures sont parallèles, sans anastomoses entre elles[8]. C'est le cas de la plupart des graminées (Poaceae), dont les feuilles sont généralement sans pétiole.

Différents types de nervation :
a. pennée b. réticulée c. parallèle d. palmée e. dichotomique

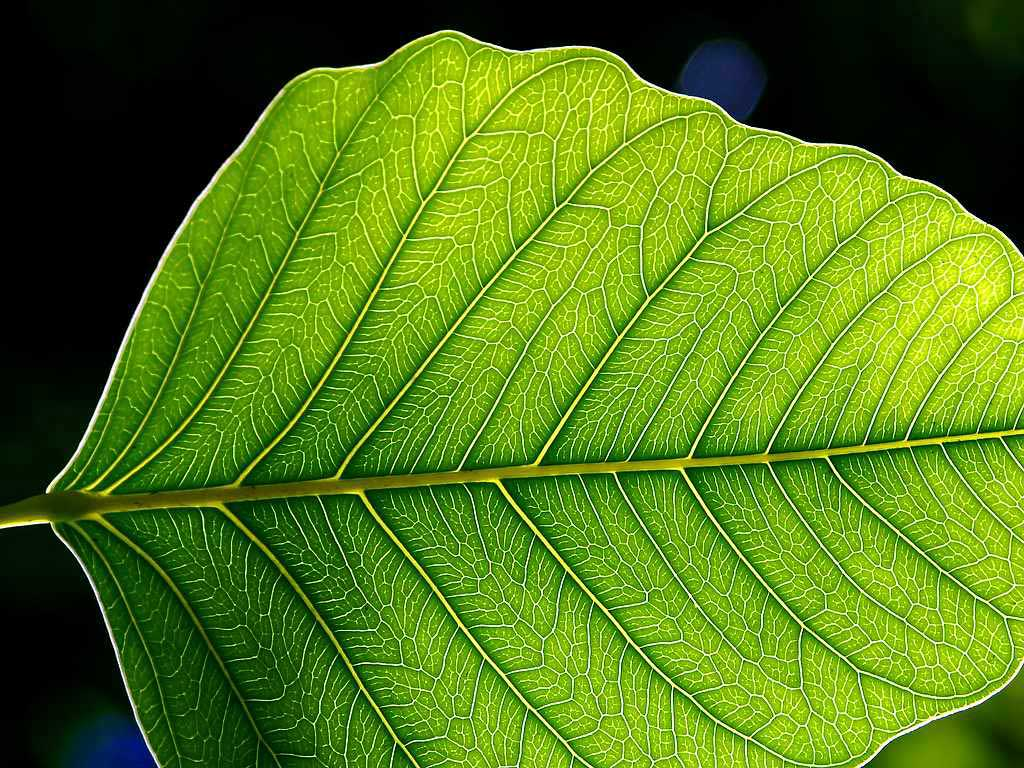
Nervation pennée alterne et camptodrome.

Des nervations plus spécifiques sont répertoriées : nervation dichotomique ou divergente (ex : Ginkgo) ; uninerve (aiguilles des conifères) ; peltinerve (nervation radiée de Tropaeolum . Les feuilles à nervation pédalée (pédalinerve ou pédalinervée, comme le platane, l’Helleborus ou certains Arum) sont un type de nervation palmée : au point de contact pétiole/limbe, 3 nervures principales se dessinent; des nervures secondaires se ramifient aux principales mais elles sont minoritaires face aux 3 principales.
Un autre élément de diagnose, particulièrement utilisé pour les plantes fossiles, concerne le parcours des principales nervures :
- nervation craspedodrome[9] : les nervures secondaires atteignent la marge de la feuille
- nervation camptodrome[10] : l'apex des nervures secondaires se courbe en se rapprochant de la marge sans jamais l'atteindre
- nervation campylodrome[11] : les nervures secondaires se courbent dès le départ
- nervation brochidodrome[12] : les nervures principales forment des boucles au niveau de la marge
- nervation dictyodrome[13] : les nervures principales se divisent rapidement en nervures secondaires, tertiaires, ... puis disparaissent dans le limbe